# Сепаратистский период в Сирии
Сепаратистский период в Сирии начался 28 сентября 1961 года, когда в Сирии произошёл государственный переворот, в результате которого страна вышла из состава Объединённой Арабской Республики. В этот период в стране произошло три военных переворота и было принято официальное название Сирийская Арабская Республика (араб. الجمهورية العربية السورية‎). 8 марта 1963 года партия Баас возглавила Сирию в результате государственного переворота, что положило конец сепаратистскому периоду в Сирии.

## История
В 1958 году Сирия объединилась с Египтом в Объединённую Арабскую Республику (ОАР), которую возглавил Гамаль Абдель Насер. После объединения в Сирии появилось недовольство доминирующей ролью Египта. Кроме того недовольство усугублялось из-за политики национализации, централизации и репрессий в отношении других политических партий.
В 1959 году в Египте группой сирийских офицеров-баасистов был создан Военный комитет, целью которого было восстановление контроля над Сирией и свержение режима Насера. Комитет действовал нелегально и поддерживал связь с партией Баас.
28 сентября 1961 года в Сирии произошёл государственный переворот, в результате которого страна вышла из состава ОАР и власть перешла в руки Высшего арабского революционного командования вооружёнными силами. 29 сентября было сформировано правительство, состоящее из консерваторов, которое возглавил Маамун аль-Кузбари. Насер рассматривал возможность вмешаться, но после того, как выяснилось, что сопротивления перевороту нет, он решил держаться в стороне. Каир отказался признавать новое сирийское государство, но не отказался от претензий на эту территорию и ОАР формально продолжило существование.
Правительство стремилось вернуться к свободной прессе и многопартийной парламентской системе. В ноябре 1961 года была утверждена временная конституция, по которой Сирия стала парламентской республикой. Законодательная власть передавалась Учредительному собранию, которое должно было в течение шести месяцев подготовить текст постоянной конституции и после этого преобразовано в парламент. Был проведён референдум, в результате которого 97,6% одобрили временную конституцию, тем самым поддержав выход Сирии из состава ОАР.
В результате состоявшихся 1 декабря выборов в Учредительное собрание полную победу одержал список из двух партий — Народная (33 места) и Национальная партии (21 место). Остальные места заняли «Братья-мусульмане» и Баас. Мааруфу ад-Давалиби было поручено формирование правительства, а президентом страны стал Назим аль-Кудси.
Новое правительство пыталось вернуть доверие предпринимателей и восстановить частное производство, но это оказалось довольно сложно. 14 февраля 1962 года сирийское правительство объявило о денационализации промышленных предприятий. Владельцам большинства предприятий были возвращены их капиталы. В ответ на это, в Дамаске прошли студенческие демонстрации и забастовки рабочих. Большую поддержку среди армии и народа начало получать движение умеренных насеристов.
К 1962 году в Сирию начали возвращаться члены Военного комитета; в армии сформировалось несколько фракций, среди которых были баасисты, насеристы и прочие радикалы. Хоть и некоторые из них работали вместе, конечные цели у них были разные.
Рост недовольства политикой государства привёл к новому военному перевороту 28 марта 1962 года, в результате которого было распущено Учредительное собрание, а также были арестованы многие депутаты, президент, премьер-министр и все члены правительства. Власти не спешили с возвращением в состав ОАР, однако многие в армии потребовали этого немедленно.
31 марта 1962 года прошёл ещё один военный переворот, который вызвал массовые демонстрации. Это вынудило властей созвать совещание, на котором было решено создать новое верховное командование, состоящее из офицеров, которые не принимали участия в военных переворотах, также была достигнута договоренность о том, что многие офицеры будут высланы заграницу, будет образовано временное правительство, которое должно будет провести референдум об объединении с Египтом.
В апреле 1962 года в Алеппо офицеры-насеристы подняли мятеж, пытаясь заручиться поддержкой Каира, но им этого не удалось. 16 апреля было сформировано правительство, которое возглавил Башир аль-Азме. В мае было принято решение о национализации всех иностранных банков и компаний. Эти перемены привели к активизации деятельности различных политических партий и организаций, в том числе баасистов и насеристов. Также поддержку набирало движение за восстановление Учредительного собрания.
14 сентября 1962 года было сформировано новое правительство во главе с Халедом аль-Аземом. Смена правительства была обусловлена огромным недовольством предпринимателей и землевладельцев политикой прошлого правительства. Оппозиция начала открыто противодействовать правительству.
3 января 1963 года группой офицеров была предпринята неудачная попытка нового переворота. В начале года проходили массовые беспорядки. Правительство начало репрессии в отношении насеристов и заявило, что предпримет против них радикальные меры. В 1963 году в Ираке произошёл баасистский военный переворот, который сильно повлиял на политическую ситуацию в Сирии и дал сирийским баасистам мотивацию на более острую борьбу. Это привело к баасистскому государственному перевороту 8 марта 1963 года. Организаторами переворота стали офицеры-насеристы и офицеры-баасисты — члены Военного комитета, руководство партии Баас практически не принимало прямого участия. Вскоре после переворота было объявлено о создании Национального Совета Революционного Командования, который взял контроль над страной.

## Внешняя политика
После создания правительства, Маамун Кузбари заявил, что Сирия будет оставаться нейтральной в холодной войне, но ближе к США, чем к СССР.
Стремясь добиться признания от арабских стран и продемонстрировать свою прежнюю приверженность к арабскому единству, сирийское правительство обратилось к ним с предложением создать новое федеративное объединение с полным равенством участвующих стран, но положительно отреагировал на это только Ирак, у которого были напряжённые отношения с ОАР. В ноябре 1962 года между ними было подписано соглашение об экономическом сотрудничестве. Также были приняты меры по укреплению экономических отношений с Саудовской Аравией и Ливаном. 
Правительство ад-Давалиби приступило к поискам источников получения займов и кредитов, которые бы улучшили экономическое состояние Сирии. Власти вступили в переговоры с частными банками США и МВФ; начались переговоры с правительством ФРГ о финансировании строительства Евфратской плотины.
Сирия в тот период предпринимало шаги по заключению с Ираком оборонительного пакта. В марте 1962 года Ирак и Сирия заявили об установлении между ними военно-политического сотрудничества и призвали присоединиться к ним другие и арабские страны.